# KDE System Settings
A KDE System Settings egy KDE alkalmazás melynek segítségével konfigurálni lehet a rendszert a KDE Plasma Workspaces alatt. A K Desktop Environment 3 KControl-ját váltja fel a 4.x-es sorozattól.

## Funkciók
- Központi vezérlő panel a teljes KDE platform beállításaihoz
- Összes desktop beállítás elérhető egy központi helyen
- általános és haladó fülekre vannak bontva a legtöbb közös felhasználói beállítás
- Kereső funkciók segítenek a beállításokban

## Külső hivatkozások
- System Settings a KDE UserBase-ben
- System Settings kézikönyv

## Fordítás
Ez a szócikk részben vagy egészben  a   System_Settings című angol Wikipédia-szócikk ezen változatának fordításán alapul.  Az eredeti cikk szerkesztőit annak laptörténete sorolja fel. Ez a jelzés csupán a megfogalmazás eredetét és a szerzői jogokat jelzi, nem szolgál a cikkben szereplő információk forrásmegjelöléseként.